# Neodiplocampta decemmacula
Neodiplocampta decemmacula är en tvåvingeart som först beskrevs av Walker 1857.  Neodiplocampta decemmacula ingår i släktet Neodiplocampta och familjen svävflugor. Inga underarter finns listade i Catalogue of Life.